# St. Odilia (Ochsenthal)

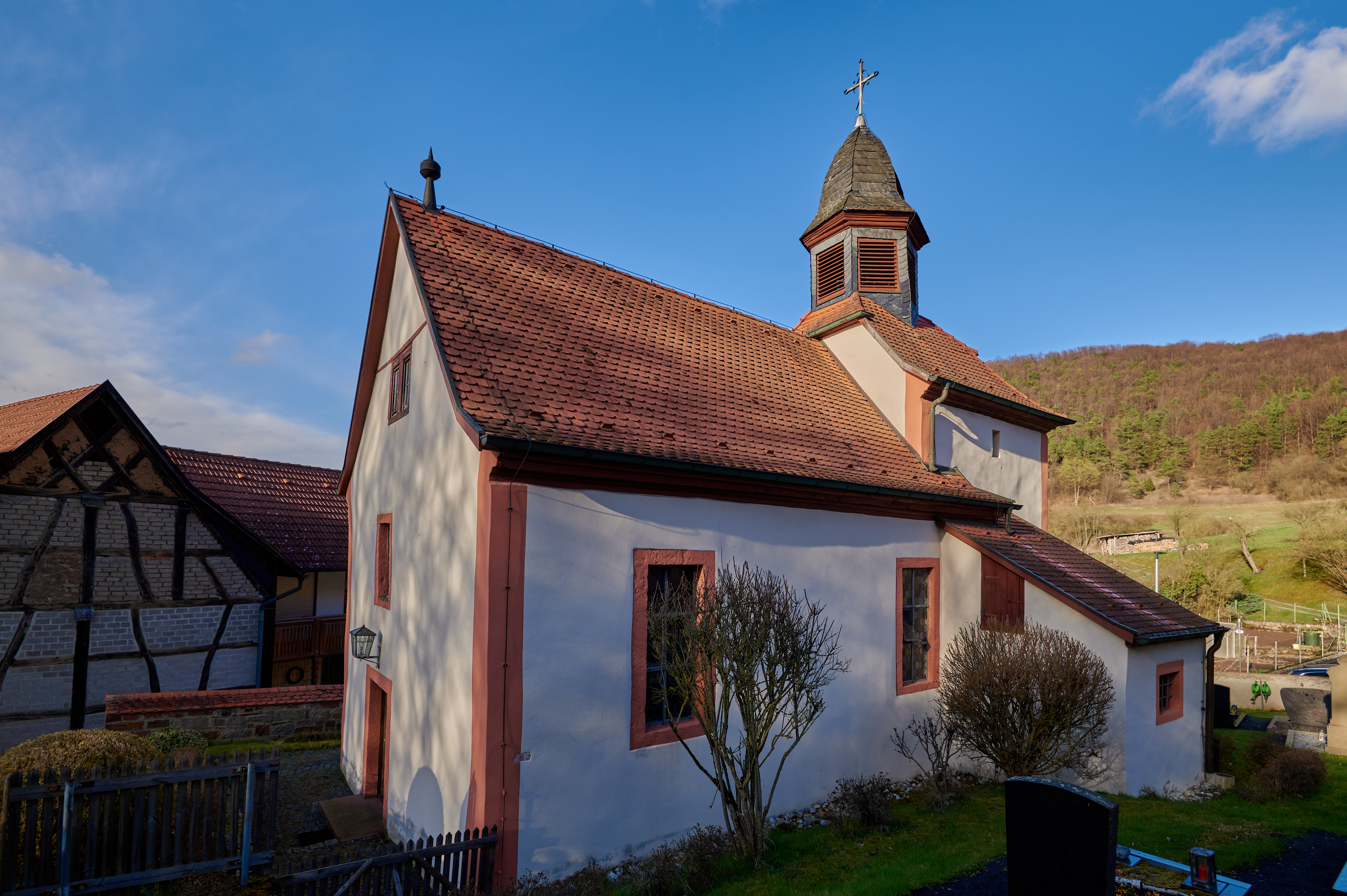
St. Odilia in Ochsenthal

Die römisch-katholische Filialkirche St. Odilia befindet sich in Ochsenthal, einem Ortsteil von Hammelburg im unterfränkischen Landkreis Bad Kissingen. Die Kirche ist der hl. Odilia geweiht.
Die Kirche gehört zu den Baudenkmälern von Hammelburg und ist unter der Nummer D-6-72-127-190 in der Bayerischen Denkmalliste registriert.

## Geschichte, Beschreibung und Ausstattung
Ochsenthal war ursprünglich eine Filiale von Wolfsmünster und wurde erst im Jahr 1976 nach Windheim umgepfarrt.
Die Entstehungszeit der Kirche ist nicht gesichert, doch Indizien deuten auf eine Entstehungszeit um 1300 hin, womit die Kirche etwa zu der Zeit der ersten bekannten urkundlichen Erwähnung von Ochsenthal gebaut wurde.
Im 18. Jahrhundert wurde das Langhaus erweitert.
Das Langhaus ist flachgedeckt und besitzt rechteckige Fenster. Der Chor im Untergeschoss des wuchtigen östlichen Chorturms hat ein Tonnengewölbe. Er ist gerade geschlossen mit einem schmalen spitzbogigen Fenster im Osten. 
Laut Gravur auf einer der beiden Glocken der Kirche entstanden diese im Jahr 1475; es ist wahrscheinlich, dass die andere Glocke zur gleichen Zeit entstand. Die Glocken haben einen Durchmesser von 52 cm und 35 cm. Sie erklingen wohl in fis´´ und c´´´. Die ursprünglich von Hand betriebenen Glocken wurden in den 1990er Jahren um ein elektrisches Läutwerk ergänzt.
Die links des Chorbogens befindliche Mondsichelmadonna entstand um 1600. Die Figur der Kirchenpatronin Odilia auf der anderen Seite des Chorbogens ist barock.
Im Jahr 1850 wurde die heutige, vom Euerdorfer Orgelbauer Heinrich Menger gefertigte Orgel der Kirche installiert; sie ist Mengers einzige noch erhaltene Orgel. Zuletzt wurde sie im Jahr 2004 von der Firma Hey aus Urspringen renoviert. 
Das über der Mondsichelmadonna befindliche barocke Gemälde der von Engeln getragenen Gottesmutter mit Jesuskind wurde erst im Rahmen der Renovierung der Kirche in den Jahren 1970 bis 1972 in das Gotteshaus verbracht. Die Umstände sowie die Zeit der Entstehung des Gemäldes sind unbekannt.
Der Hochaltar der Kirche wurde im Jahr 1972 im Rahmen der Renovierung entfernt. Das Altarblatt von 1768 mit einer Darstellung der Pietà ist noch erhalten und rechts vom Chorbogen angebracht.